# Блейн (Вашингтон)
Вижте пояснителната страница за други значения на Блейн.
Блейн (на английски: Blaine) е град в окръг Уаткъм, щата Вашингтон, САЩ. Блейн е с население от 3770 жители (2000) и обща площ от 22 km². Намира се на 16 m надморска височина. ЗИП кодът му е 98230/98231, а телефонният му код е 360.